# Ноти
Ноти, Нти или Нанти (грч. Νότια, Нотија) је насељено место у општини Меглен у периферији Средишња Македонија, Грчка. Према попису из 2021. године било је 273 становника.
Према бугарском географу и историчару, Василу Канчову, у Нотију је 1900. године живело 3.500 Мегленских Влаха муслимана и 160 Рома муслимана. Мештани Нотија су у другој половини 18. века због притиска и веће сигурности за живот прешли на ислам. Током Првог светског рата село је доста страдало, бугарске војне власти су преселиле становништво у Бугарску, јер је ту била линија Солунског фронта. После рата око половина њих се вратила и обновила село. Године 1924. муслиманско становништво је принудно исељено у Турску а на њихово место су насељене грчке избегличке породице из Турске. На попису из 1928. године Ноти је имао 712 становника. За време Другог светског и Грчког грађанског рата село је поново страдало, јануара 1944. године бугарски војници су спалили село и убили 40 мештана. После нормализације стања село је обновљено, насељене су каракачанске породице, али се већи део избеглих мештана није вратио.